# André Guyaux
 (août 2025).
La mise en forme du texte ne suit pas les recommandations de Wikipédia : il faut le « wikifier ».
Les points d'amélioration suivants sont les cas les plus fréquents :
- Les titres sont pré-formatés par le logiciel. Ils ne sont ni en capitales, ni en gras.
- Le texte ne doit pas être écrit en capitales (les noms de famille non plus), ni en gras, ni en italique, ni en « petit »…
- Le gras n'est utilisé que pour surligner le titre de l'article dans l'introduction, une seule fois.
- L'italique est rarement utilisé : mots en langue étrangère, titres d'œuvres, noms de bateaux, etc.
- Les citations ne sont pas en italique mais en corps de texte normal. Elles sont entourées par des guillemets français : « et ».
- Les listes à puces sont à éviter, des paragraphes rédigés étant largement préférés. Les tableaux sont à réserver à la présentation de données structurées (résultats, etc.).
- Les appels de note de bas de page (petits chiffres en exposant, introduits par l'outil «  Source ») sont à placer entre la fin de phrase et le point final[comme ça].
- Les liens internes (vers d'autres articles de Wikipédia) sont à choisir avec parcimonie. Créez des liens vers des articles approfondissant le sujet. Les termes génériques sans rapport avec le sujet sont à éviter, ainsi que les répétitions de liens vers un même terme.
- Les liens externes sont à placer uniquement dans une section « Liens externes », à la fin de l'article. Ces liens sont à choisir avec parcimonie suivant les règles définies. Si un lien sert de source à l'article, son insertion dans le texte est à faire par les notes de bas de page.
- La présentation des références doit suivre les conventions bibliographiques. Il est recommandé d'utiliser les modèles {{Ouvrage}}, {{Chapitre}}, {{Article}}, {{Lien web}} et/ou {{Bibliographie}}. Le mode d'édition visuel peut mettre en forme automatiquement les références.
- Insérer une infobox (cadre d'informations à droite) n'est pas obligatoire pour parachever la mise en page.

Pour une aide détaillée, merci de consulter Aide:Wikification.
Si vous pensez que ces points ont été résolus, vous pouvez retirer ce bandeau et améliorer la mise en forme d'un autre article.
André Guyaux est né le 28 mars 1951 à Charleroi (Belgique). Il fait ses études à l'Université libre de Bruxelles, puis soutient sa thèse à la Sorbonne, sous la direction du professeur Brunel. Professeur de littérature française à l’université de Haute-Alsace, à Mulhouse, de 1981 à 1994, puis professeur de littérature française du XIXe siècle à l’Université Paris-Sorbonne, devenue en 2018 Sorbonne Université, il est, depuis 2019, professeur émérite de cette université, où il a enseigné vingt-cinq ans.

## Biographie
André Guyaux est membre de l'Académie de Norvège et, depuis 2014, de l'Académie royale de langue et de littérature françaises de Belgique.
Il est également membre du conseil scientifique de l'Association Sigismondo Malatesta et membre d'honneur du Seminario di filologia francese.
Il a fondé et dirige la collection « Mémoire de la critique » aux Presses de Sorbonne Université, devenues Sorbonne Universités Presses.
Formé à l'Université libre de Bruxelles, auteur d'une thèse sur les Illuminations de Rimbaud soutenue en 1981 (Poétique du fragment, publiée à La Baconnière), dirigée par Pierre Brunel, il est l'éditeur des Œuvres complètes de Rimbaud dans la Bibliothèque de la Pléiade (2009) et l'auteur de nombreux articles sur le poète. Il a dirigé le Cahier de l'Herne Rimbaud (1993) et plusieurs numéros de revues sur le même sujet (Revue de l'Université de Bruxelles, 1982, Cahiers de littérature française [Paris-Bergame], 2005). Il a été, avec Hélène Dufour, le commissaire de l'exposition Arthur Rimbaud. Portraits, dessins, manuscrits, au musée d'Orsay, en 1991, et a organisé plusieurs rencontres internationales sur le poète, notamment à la Sorbonne.
André Guyaux est également spécialiste de Baudelaire. On lui doit une édition de Fusées, Mon cœur mis à nu et La Belgique déshabillée, dans la collection Folio (1986, rééd. 1993) et une autre édition, dans la même collection, de Fusées, Mon cœur mis à nu, suivis des Notes sur Laclos (2016). Sa principale contribution aux études baudelairiennes est un important ouvrage sur la « fortune » de Baudelaire : Un demi-siècle de lectures des « Fleurs du Mal » (1855-1905), aux Presses de l’Université Paris-Sorbonne, dans la collection « Mémoire de la critique » (2007). La même année et dans la même collection, il a fait paraître un volume intitulé La Querelle de la statue de Baudelaire, août-décembre 1892. Il a, en 2017, coordonné un « Hors-série » du Monde sur Baudelaire. Avec Antoine Compagnon, Jacques Dupont  et Patrick Labarthe, il dirige la revue annuelle consacrée aux études baudelairiennes, L'Année Baudelaire. Il a co-dirigé l'édition, en deux volumes, des Œuvres complètes de Baudelaire dans la Pléiade (2024).
André Guyaux s'intéresse également à l'œuvre de Huysmans. Il a, avec Pierre Brunel, publié en 1985, un Cahier de l'Herne Huysmans, réédité et mis à jour en 2019. Il est président de la Société J.-K. Huysmans et responsable de son Bulletin. Il a dirigé, avec Pierre Jourde, l'édition des Romans et nouvelles de Huysmans parue dans la Bibliothèque de la Pléiade en 2019. Il a co-organisé l'exposition Huysmans-Moreau. Féeriques visions, au musée Gustave Moreau (octobre 2007- février 2008), et assuré, avec Stéphane Guégan, le commissariat de l'exposition Huysmans et l'art. De Degas à Grünewald, au musée d'Orsay (novembre 2019-février 2020).